# Conroy Jones
Conroy Jones (* 8. Juli 2002) ist ein jamaikanischer Leichtathlet, der sich auf den Sprint spezialisiert hat.

## Sportliche Laufbahn
Erste internationale Erfahrungen sammelte Conroy Jones im Jahr 2019, als er bei den U18-NACAC-Meisterschaften in Santiago de Querétaro in 10,32 s die Goldmedaille im 100-Meter-Lauf gewann und mit der jamaikanischen 4-mal-100-Meter-Staffel in 41,17 s die Goldmedaille gewann. 2022 verhalf er der jamaikanischen Staffel bei den Weltmeisterschaften in Eugene zum Finaleinzug und schied anschließend bei den Commonwealth Games in Birmingham mit 10,33 s im Halbfinale über 100 Meter aus.

## Persönliche Bestzeiten
- 100 Meter: 10,00 s (+1,2 m/s), 23. Juni 2022 in  Kingston
- 200 Meter: 21,21 s (−0,6 m/s), 16. März 2019 in Spanish Town